# درس‌آموزی
درس‌آموزی (انگلیسی: An Education) نام یک فیلم درام با موضوع دوران بلوغ بر اساس نوشته‌ای با همین نام از لین باربر روزنامه‌نگار بریتانیایی است. این فیلم سینمایی به کارگردانی لونه شِـرفی و با بازی کری مولیگان در نقش جنی، دانش آموزی با استعداد محصول سال ۲۰۰۹ است.
فیلم ابتدا در ۹ اکتبر ۲۰۰۹ در فستیوال فیلم میل والی و سپس در ۱۶ اکتبر ۲۰۰۹ در آمریکا به‌طور رسمی اکران شد.
این فیلم نامزد جوایز متعددی در جشنواره‌های مختلف سینمایی از جمله سه نامزدی اسکار سال ۲۰۱۰ گردید.

## خلاصه داستان
داستان درباه دختر ۱۶ ساله‌ای به نام جنی است که در حومه لندن دهه ۱۹۶۰ زندگی می‌کند. جنی در یک روز بارانی که در ایستگاه اتوبوس منتظر بود با مرد میانسال جذابی سوار بر یک اتوموبیل لوکس آشنا می‌شود و این دو به هم دل می‌بندند…

## جوایز
| جایزه گلدن گلوب ۲۰۱۰ | بهترین بازیگر نقش اول زن - درام | کری مولیگان       | نامزد |
| جایزه بفتا ۲۰۱۰      | بهترین فیلم                     |                   | نامزد |
| جایزه بفتا ۲۰۱۰      | بهترین فیلمنامهٔ اقتباسی         | نیک هوربی         | نامزد |
| جایزه بفتا ۲۰۱۰      | بهترین بازیگر نقش اول زن        | کری مولیگان       | برنده |
| جایزه بفتا ۲۰۱۰      | بهترین فیلم انگلیسی زبان        |                   | نامزد |
| جایزه بفتا ۲۰۱۰      | بهترین کارگردانی                | لونه شِـرفی        | نامزد |
| جایزه بفتا ۲۰۱۰      | بهترین بازیگر نقش مکمل مرد      | آلفرد مولینا      | نامزد |
| جایزه بفتا ۲۰۱۰      | بهترین طراحی لباس               | اودیل دیکس-میرکس  | نامزد |
| جایزه بفتا ۲۰۱۰      | بهترین گریم و مو                | لیزی ایانی گروگیو | نامزد |
| جایزه اسکار ۲۰۱۰     | بهترین فیلمنامه اقتباسی         | نیک هورنبی        | نامزد |
| جایزه اسکار ۲۰۱۰     | بهترین فیلم                     |                   | نامزد |
| جایزه اسکار ۲۰۱۰     | بهترین بازیگر نقش اول زن        | کری مولیگان       | نامزد |